# Legends of Valour
Legends of Valour (Leyendas de Valor) es un videojuego de rol desarrollado por Synthetic Dimensions y publicado por U.S. Gold y Strategic Simulations en 1992 para Amiga, Atari ST y MS-DOS. Un año más tarde fue publicado en el mercado japonés para FM Towns y PC98. Originalmente el videojuego fue planificado como parte de una serie y es por ello que su nombre completo es Legends of Valour: Volume I ~ The Dawning (Leyendas de Valor: Volumen I ~ El amanecer.)

## Trama y Jugabilidad
En 1993 un anuncio publicitario de Legends of Valour decía: "Ultima Underworld, apártate! Experimenta los mejores y más fluidos gráficos de desplazamiento en 3D nunca antes vistos en el inframundo o en cualquier otro mundo!" Al igual que en Ultima Underworld el videojuego utiliza una perspectiva de primera persona siendo uno de los primeros videojuegos de rol en utilizar gráficos de desplazamiento en 3D   similares a Wolfenstein 3D. El videojuego introduce aspectos de realismo poco comunes en los años 90, presentando por ejemplo la posibilidad de intoxicarse por el consumo de alcohol, lo que resulta en visión nublada; la necesidad de comer y dormir para mantenerse saludable; o la posibilidad de que un guardia escuche una conversación si está lo suficientemente cerca. El mundo de Legends of Valour está habitado por humanos, elfos y enanos, y son estas las razas entre las que el jugador debe elegir al comenzar el videojuego; pudiendo además determinar el género, los detalles faciales y la complexión física de su personaje.
El videojuego tiene lugar en una ciudad amurallada llamada Mitteldorf en donde el jugador explora sus calles, edificios y una masiva red mazmorras y alcantarillas conectadas a través de un sistema de cuevas naturales. El jugador puede completar misiones encargadas por los ciudadanos de Mitteldorf mientras busca a su primo desaparecido, Sven (o Gareth dependiendo de la versión), siendo esto último el punto de partida de la misión principal en el videojuego. Mitteldorf tiene un tamaño cercano a una milla cuadrada y entre sus múltiples edificaciones el jugador se encontrará con tabernas, albergues, tiendas, gremios, templos y prisiones. En total el jugador encontrará más de 100 edificaciones en la ciudad. En los gremios y en los templos el jugador puede unirse a distintos grupos y avanzar rangos dentro de los mismos al completar misiones para miembros de estos grupos.

## Recepción
La versión para PC no obtuvo buenas críticas. La revista Computer Gaming World describió a Legends of Valour como "una estimulante y novedosa perspectiva sobre videojuegos de rol de fantasía", pero criticó su "falta general de atmósfera" y mencionó deficiencias numerosas, como por ejemplo la dificultad al guardar la partida o de encontrar comida, bebida o un lugar para dormir. La revista constató que el desplazamiento en 3D era tan fluido como afirmó Strategic  Simulations en anuncios publicitarios, sin embargo mencionó que la calidad del videojuego era inferior a la esperado y que la reputación de la empresa no se reflejo en el producto final. La revista Dragón calificó el videojuego con 2 estrellas de un máximo de 5. La revista VideoGames & Computer Entertainment escribió sobre el videojuego que él mismo era "un ambicioso intento que no consiguió despegar".
La versión para Amiga obtuvo mejores críticas; la revista británica Amiga Format lo calificó con un 91% y la también británica Amiga Power lo calificó con un 88%.

## Legado
Todd Howard, de Bethesda Softworks, dijo que Legends of Valour fue una influencia para la serie de videojuegos The Elder Scrolls. Según los creadores de esta serie, el primer videojuego de la misma, The Elder Scrolls: Arena, fue inspirado por el "poco reconocido" Legends of Valour y por Ultima Underworld. Ted Peterson, quien trabajó como diseñador de videojuego en The Elder Scrolls: Arena, dijo: "Había otro videojuego que salió mientras  trabajabamos en Arena llamado Legends of Valour, el cual ofrecía un mundo abierto, con una perspectiva en primera persona, que se desarrollaba en una sola ciudad. Obtuvo pobres críticas y pocas personas lo compraron, pero realmente me divertí con él. Hoy en día (2001) el videojuego ha sido completamente olvidado pero probablemente lo he jugado más tiempo que a cualquier otro videojuego".